# Тоєй-Мару (10023)
Тоєй-Мару (Toei Maru) — судно, яке під час Другої світової війни взяло участь у операціях японських збройних сил проти Перл-Гарбору, у Південно-Східній Азії, проти атола Мідвей, на Соломонових островах.

## Передвоєнна історія
Танкер «Тоєй-Мару» спорудили в 1939 році на верфі Kawasaki Dockyard у Кобе на замовлення компанії Nitto Kogyo Kisen.
26 грудня 1940-го «Тоєй-Мару» реквізували для потреб Імперського флоту Японії і до 26 січня 1941-го він пройшов певну модернізацію на верфі Sanoyasu Dockyard у Осаці.
До кінця літа 1941-го судно здійснило 5 рейсів за нафтою — чотири до США та один до Нідерландської Ост-Індії, а з 4 вересня по 12 жовтня пройшло ще одну модернізацію на верфі Mitsubishi в Йокогамі. Ймовірно, саме тоді воно отримало здатність провадити бункерування інших кораблів у морі, після чого провело в листопаді відповідні тренування.

## Операція проти Перл-Гарбору
У межах підготовки до удару по Перл-Гарбору «Тоєй-Мару» та ще кілька танкерів зібрались у затоці Хітокаппу на острові Еторофу (наразі Ітуруп) в Курильському архіпелазі. 26 листопада 1941-го ця группа полишила Еторофу та попрямувала до центральної частини Тихого океану. На початку грудня танкери розпочали дозаправку бойових кораблів, яка відбувалась в умовах штормового моря. 5 грудня «Тоєй-Мару» провело останню дозаправку, після чого разом з кількома іншими танкерами рушило під охороною есмінця «Араре» до району очікування, в якому мало зустрітись з бойовими кораблями на їх зворотному шляху.
21 грудня 1941-го танкери знову зустрілись з ударними силами та провели дозаправку, а 23 грудня «Тоєй-Мару» повернувся до Японії.

## Операції у Південно-Східній Азії
7—12 січня 1942-го «Тоєй-Мару» здійснив перехід до порту Камрань (центральна частина в'єтнамського узбережжя), де протягом наступного тижня провів дозаправку кількох крейсерів та есмінців. 24—31 січня танкер перейшов до Мако (важлива база японського ВМФ на Пескадорських островах у Тайванській протоці).
4 лютого 1942-го «Тоєй-Мару» полишив Мако, а станом на останню декаду місяця був у Нідерландської Ост-Індії, де в Старінг-Бей (південно-східний півострів острова Целебес) збиралось велике угруповання в межах операції по оволодінню Явою. 24 лютого «Тоєй-Мару» та ще 3 танкери вийшли зі Старінг-Бей під охороною есмінців 27-ї дивізії (відомо, що у Яванській операції з її складу брали участь «Аріаке» та «Югуре»). Під час походу танкер провів бункерування есмінця «Хаясіо», а потім в якийсь момент опинився у Сінгапурі.
5 квітня 1942-го «Тоєй-Мару» вирушив з Сінгапуру та 11 квітня зустрівся із ударним з'єднанням, яке поверталось після ударів по острову Цейлон, при цьому «Тоєй-Мару» дозаправив авіаносець «Сьокаку». Далі танкер (так само як і з'єднання) попрямував до Японії і 22 квітня прибув до Куре.

## Битва під Мідвеєм
29 травня 1942-го «Тоєй-Мару» разом зі ще одним танкером вийшли із Хашіраджіми у складі загону постачання № 1 (також включав легкий авіаносець, два гідроавіаносці, легкий крейсер та 9 есмінців), що тримався за пів тисячі кілометрів позаду ударного авіаносного з'єднання. З 2 по 5 червня «Тоєй-Мару» провадив заправку есмінців та лінкора «Нагато».
4—5 червня ударний загін зазнав катастрофічної поразки в битві під Мідвеєм, а 14 червня «Тоєй-Мару» повернувся до Хашираджими.

## Битва за Гуадалканал
На початку серпня 1942-го союзники висадились на сході Соломонових островів, що започаткувало шестимісячну битву за Гуадалканал та змусило японське командування перекидати сюди підкріплення. 14 серпня «Тоєй-Мару» полишив Японію і 21 серпня здійснив дозаправку авіаносця «Дзуйкаку», який з іншими кораблями поспішав для прикриття конвою з підкріпленнями для Гуадалканалу. 22 та 25—26 серпня танкер провів дозаправку важкого крейсера «Кумано» (а в другому випадку також есмінця «Кадзагумо»). Попри не дуже вдалі для японців результати битви біля східних Соломонових островів їхні кораблі ще певний час перебували північніше від зазначеного архіпелагу. Втім, «Тоєй-Мару» рушив назад до Японії та 3 вересня вже був у Йокосуці.
7—28 вересня 1942-го «Тоєй-Мару» знову здійснив рейс до Океанії, де на атолі Трук у центральній частині Каролінських островів була головна операційна база японського флоту, що вів операції на Соломонових островах.
Черговий рейс почався 6 жовтня 1942-го, а 12 жовтня танкер досягнув Труку. В цей період ядро японського флоту знову вийшло в море для підтримки операцій на Гуадалканалі і «Тоєй-Мару» провадив дозаправки в морі — 17 жовтня важкого крейсера «Кумано», а 18 жовтня есмінців «Інадзума» та «Ізонамі». 26 жовтня відбулась доволі вдала для японців битва при островах Санта-Крус, проте їх флот все-таки був вимушений повернутись на базу. 30 жовтня «Тоєй-Мару» прибув на Трук, а вже 7 листопада був у Японії.
19 листопада 1942-го танкер учергове попрямував до Океанії, де на той час японці вже зазнали поразки у вирішальній морській битві при Гуадалканалі. Втім, боротьба за острів ще не завершилась і з 7 по 17 грудня «Тоєй-Мару» перебував на якірній стоянці Шортленд — прикритій групою невеликих островів Шортленд акваторії у південного узбережжя острова Бугенвіль, де зазвичай відстоювались кораблі та перевалювались вантажі перед відправкою далі на схід у зону боїв за Гуадалканал.

## Загибель судна
У середині січня 1943-го «Тоєй-Мару» прямував до Труку. Американцям вдалось перехопити та розшифрувати радіограму, яка повідомляла про очікуване прибуття танкера на цю базу 18 січня, так що на його перехоплення націлили підводний човен USS Silverside. На першому етапі війни японці часто покладались на високу швидкість флотських танкерів як на захист від ворожих субмарин, а тому вони могли курсувати поза системою конвоїв, проте не виключено, що на підходах до Труку «Тоєй-Мару» мав охорону у вигляді тральщика W-8, що вийшов з Труку 16 січня.
Невдовзі після опівночі 18 січня в районі за півтори сотні кілометрів на південний захід від Трука USS Silverside вдалось перехопити танкер та дати з підводного положення чотириторпедний залп. Одразу три торпеди уразили та потопили «Тоєй-Мару».
W-8 провів пошук та порятунок вцілілих, проте разом з танкером все-таки загинуло 4 члени екіпажу.